# ادی اتتوز
ادی اتتوز (انگلیسی: Eddy Ottoz؛ زادهٔ ۳ ژوئن ۱۹۴۴) دونده دو با مانع، و سیاستمدار اهل ایتالیا است.